# Артуро Торрес
 Артуро Торрес Карраско (ісп. Arturo Torres Carrasco, нар. 20 жовтня 1906, Коронель, Чилі — 20 квітня 1987, Сантьяго, Чилі) — чилійський футболіст, що грав на позиції півзахисника. По завершенні ігрової кар'єри — тренер.
Виступав, зокрема, за клуби «Коло-Коло» та «Депортес Магальянес», а також національну збірну Чилі. Чотириразовий чемпіон Чилі.

## Клубна кар'єра
У футболі дебютував за команду «Уніон Маестранса». 
Згодом грав у складі «Комерчіаль де Талькауано» та «Евертон» (Вінья-дель-Мар).
Своєю грою за останню команду привернув увагу представників тренерського штабу клубу «Коло-Коло», до складу якого приєднався 1929 року. Відіграв за команду із Сантьяго наступні три сезони своєї ігрової кар'єри.
Протягом 1932 року захищав кольори клубів «Депортіво Нуноа» та «Аудакс Італьяно».
1932 року уклав контракт з клубом «Депортес Магальянес», у складі якого провів наступні три роки своєї кар'єри гравця. 
1936 року повернувся до клубу «Коло-Коло», за який відіграв ще сезон і завершив професійну кар'єру футболіста.

## Виступи за збірну
1928 року дебютував в офіційних матчах у складі національної збірної Чилі. Протягом кар'єри у національній команді, яка тривала 8 років, провів у її формі 8 матчів.
У складі збірної був учасником чемпіонату світу 1930 року в Уругваї, провівши на полі всі три матчі: проти Мексики (3:0), Франції (1:0) та Аргентини (1:3).

## Кар'єра тренера
Розпочав тренерську кар'єру, ще продовжуючи грати на полі, 1933 року, очоливши тренерський штаб клубу «Депортес Магальянес».
1936 року став головним тренером «Коло-Коло», тренував команду із Сантьяго один рік, згодом очолював тренерський штаб цієї команди протягом 1942 року.
Помер 20 квітня 1987 року на 81-му році життя у місті Сантьяго.

## Титули і досягнення
- Чемпіон Чилі (4): 1933, 1934, 1935, 1937